# La industria y la suerte
La industria y la suerte es una comedia de Juan Ruiz de Alarcón, publicada originalmente en la Parte primera de las comedias de don Juan Ruiz de Alarcón y Mendoza (Madrid, por Iuan Gonçalez, a costa de Alonso Pérez, 1628).

## Análisis
La comedia de corte sevillano La industria y la suerte, en calidad de construir un modelo teatral intermedio y transitorio en relación con los agrupamientos interiores, representa una pieza clave en la producción dramática de Juan Ruiz de Alarcón y apunta hacia la formación de un subgénero teatral propiamente alarconiano. Para entonces, Alarcón se ha deslindado por completo de la fórmula dramática de la Comedia Nueva y su acción dramática estructural se base en los contrastes de protagonistas y villanos. Alarcón critica los vicios de la alta sociedad, que solo pueden ser vencidos a través de buenos sentimientos, como lo prueba que en sus historias los nobles hidalgos triunfen sobre los malévolos aristócratas y contraigan matrimonio con damas de una sociedad cada vez más estratificada.
Esta obra muestra, una vez más, la dualidad de carácter que siempre demostró Alarcón. Aquí desarrolla, por primera vez en su teatro, a un galán poco ortodoxo: libre del dictado divino y guiado únicamente por su razón y su pensamiento. La multiplicidad de acciones contenidas en La industria y la suerte logra crear un armazón dramático único en la literatura alarconiana, con el que consagra definitivamente la comedia de caracteres.